# سخرة (جيش)
السُّخرة هو العمل المسند لرجال الجيش الذي لا يتطلب استخدام السلاح أو القيام بالحرب  كشق الطرق.